# Haplocladium virginianum
Haplocladium virginianum là một loài rêu trong họ Thuidiaceae. Loài này được (Brid.) Broth. mô tả khoa học đầu tiên năm 1907.